# St. Peter und Paul (Grodziczno)
Die römisch-katholische Pfarrkirche St. Peter und Paul in Grodziczno in der Woiwodschaft Ermland-Masuren im früheren Kreis Löbau stammt aus der Ordenszeit.

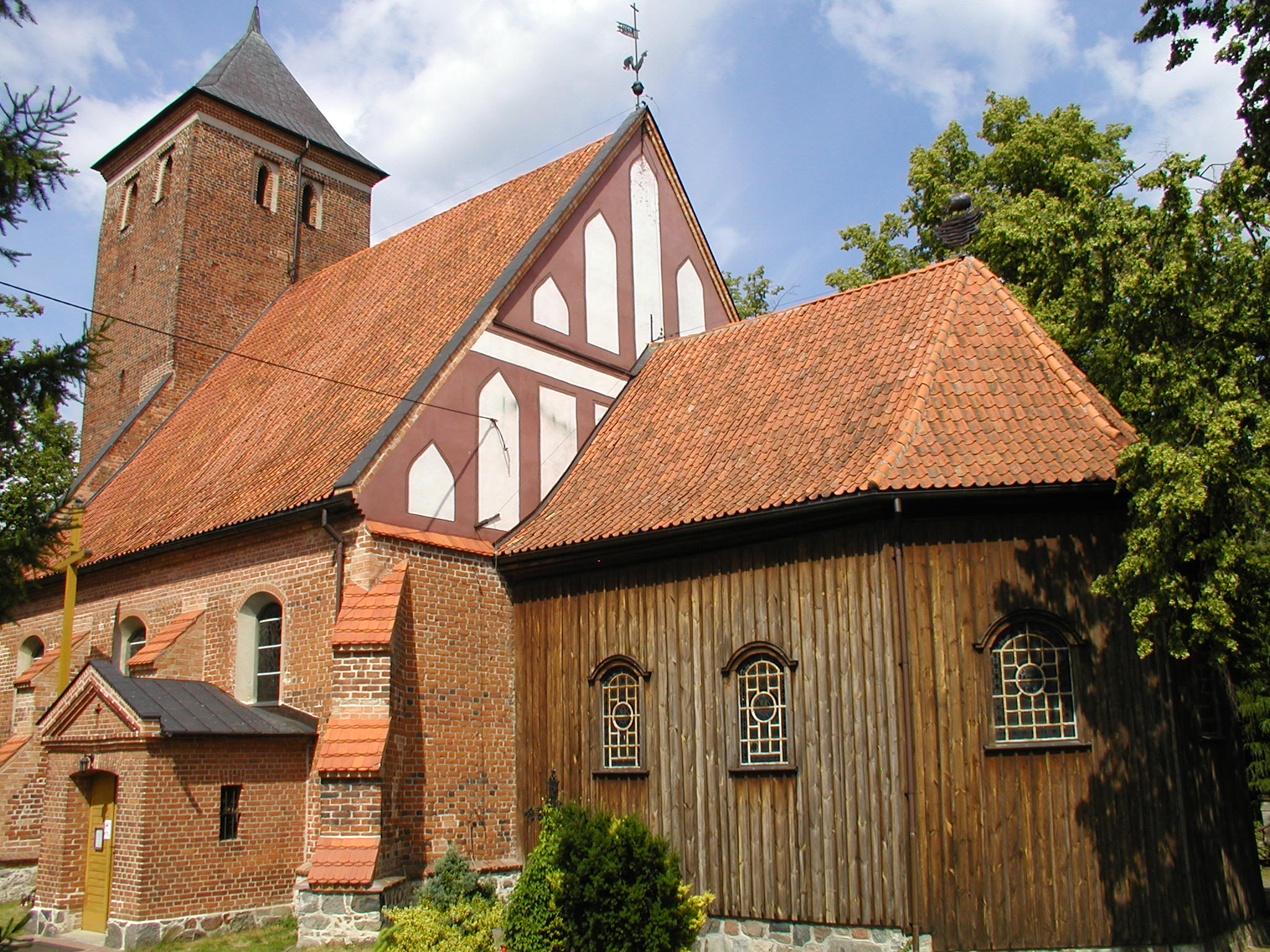
St. Peter und Paul in Grodziczno

## Geschichte
Der Ort, der kirchlich zum Bistum Kulm gehörte, ist 1338 erstmals erwähnt. Nach Angaben aus dem 17. Jahrhundert wurde die Kirche 1400 geweiht. Im Jahr 1739 wurde ein hölzerner Polygonalchor errichtet. Im 19. Jahrhundert wurde im Süden eine Vorhalle angebaut, die Mauerkrone erhöht und die Giebel erneuert. Das Turmdach stammt von 1822.

## Bauwerk
Die Kirche ist ein ungewölbter Saalbau mit Strebepfeilern an den Kanten und an den Seiten. Die Längsseiten werden durch die Streben in drei Abschnitte geteilt, die jeweils über ein hochsitzendes Fenster verfügen. Portale befinden sich im Süden und Westen. Im Inneren hat der Saal eine umlaufende rundbogige Blendengliederung. Bei der großen Breite des Langhauses stellt sich die Frage, ob im Inneren eine Unterteilung in zwei oder drei Schiffe, möglicherweise durch hölzerne Arkaden, vorhanden war. Die mittelalterliche Sakristei befand sich vermutlich an der Ostseite. Der Westturm steht im Verband mit dem Langhaus und hat schräg stehende Strebepfeiler an seinen westlichen  Kanten. Das Westportal des Turms ist spitzbogig, im oberen Bereich profiliert. Unmittelbar darüber befindet sich eine kleine Kreisblende, die von einem vorkragenden Dächlein überfangen ist. Am Erdgeschoss des Turms ist ein Streifen mit Rautenmuster aus schwarz gebrannten Ziegeln, ansonsten ist der Turm, bis auf kleine Schallöffnungen, ohne Dekor und Gliederung, was ungewöhnlich für Preußen ist. Der Backstein am Langhaus und im munteren und oberen Turmabschnitt ist im gotischen Verband erbaut, der mittlere Turmabschnitt im wendischen Verband.

## Nachweise
- Christofer Herrmann: Mittelalterliche Architektur im Preußenland (= Studien zur internationalen Architektur- und Kulturgeschichte. Band 56). Petersberg 2007, S. 453.